# 부초 (소설)
《부초》(浮草)는 한수산이 지은 장편소설이다. 1976년 세계의 문학에 발표되었다. 유랑 곡예단의 이야기를 다루었다. 작가 한수산은 이 작품으로 1977년 제1회 오늘의 작가상을 수상했다.
1970년대 급속하게 진행된 대한민국의 산업화를 배경으로 시대의 감각과 유행에 뒤떨어진 일월곡예단의 곡예사를 등장시켜 이들의 유랑과 새로운 출발을 이야기하는 소설이다. 산업화 시대를 배경으로 전근대적 인간의 표상인 일월곡예단 단원들을 등장시켜 인간의 본원적인 유민의식과 생의 의지를 감각적이고 탐미적인 문체로 서술한 소설이다. 일월곡예단 단원들의 사랑과 갈등, 연민 등은 그 자체로 현대인들의 삶을 은유하는 성격을 띤다.

## 줄거리
일월곡예단의 윤재, 하명, 지혜, 석이네, 칠룡이, 규오, 연희, 덕보 등은 계절을 따라 이동하는 철새처럼 봄이면 낙동강 줄기가 시작되는 영을 넘어 북쪽으로 올라왔다가 늦은 가을이면 지리산 남쪽으로 내려가며 곡예를 펼친다.
일월곡예단을 이끌고 평생을 살아온 윤재는 혈혈단신의 늙은 곡예사이다. 그는 단원들에게 아버지처럼 존경받는다. 하명은 특히 윤재를 아버지 이상으로 받든다. 하명은 곡예사들끼리의 사랑을 불허하는 금기를 깨고 지혜를 사랑한다. 그러던 어느 날 지혜가 강간당하는 사건이 일어나며, 지혜는 이 사건 이후 윤재를 멀리한다. 하명은 결국 지혜를 체념하고 곡예단을 떠난다.곡예단의 단장인 준표가 중풍으로 쓰러지자 동생 광표가 새단장으로 부임한다. 새단장의 부정과 폭력으로 단원들은 하나둘씩 곡예단을 떠나고 새로운 단원들이 그 빈자리를 채운다. 어느덧 일월곡예단은 종래의 곡예단원과 새로운 곡예단원으로 그 관계가 양분된다.
그러던 어느 날 새단장 광표가 실수를 저지른 석이네를 구타하는 사건이 벌어진다. 석이네가 폭행당하자 윤재를 비롯한 단원들은 광표가 맞서 싸운다. 결국 늙은 윤재는 쓰러지고 윤재를 따르던 단원들은 곡예단을 떠난다. 홀로 남은 석이네는 불을 켜려고 성냥을 부치는 순간, 바람에 천막이 흔들려 그만 화재가 나고 만다. 불은 곡예단 천막을 순식간에 태워버린다. 하명과 난쟁이 칠룡이, 연희, 덕보 등은 새롭게 출발할 것을 다짐하며 서로에게 힘이 되자고 약속한다.

## 등장인물
- 김하명: 그네꾼. 지혜와 결혼하고 서커스를 나가 다른 삶을 생각하지만 다른 재주가 없어 아직은 꿈만 꾸고 있다.
- 오윤재: 마술사. 함경도 두만강변 출신으로 서커스 생활로 평생을 보냈다.
- 신지혜: 곡예사. 홀어머니를 여의고 기구한 어린 시절을 보냈다.
- 칠룡이: 어릿광대를 맡고 있는 난쟁이. 어마어마한 술고래로 소금 한 움큼을 안주로 삼는 독특한 면이 있다. 어머니에 대한 효심이 지극하다.
- 백명수: 총무. 화곡동에 처자식을 두고 있다.
- 석이네: 곡예사. 이름은 정신. 소싯적 청년 동일과 눈이 맞아 아들 석이를 낳아 홀로 키우고 있다.
- 이동일: 석이 아버지. 풍기에 살던 농사꾼 청년. 석이네와 결혼하려 했지만 집안의 반대로 이루지 못했고, 다른 여자와 결혼했다.
- 주연희: 노래 담당.
- 덕보: 동물 묘기 담당이자 후견장.
- 홍석준: 사업부장으로서 공연할 장소를 찾고 허가를 얻어내는 일을 담당한다.
- 임동필: 일명 임씨. 자전거 묘기 담당. 지영이라는 딸이 있다.
- 규오: 사회자. 지혜를 밤중에 몰래 강간했다가 들킨 뒤에 단원들에게 얻어맞고 쫓겨난다.
- 김준표: 단장. 중풍으로 쓰러져 고향인 대전으로 내려간다.
- 김광표: 김준표 단장의 막냇동생으로 형이 쓰러지자 임시로 일을 대신했다가 곧 차기 단장이 된다.

## 출간 정보
- 《부초 외》(동아출판사 펴냄, 532쪽, 1995년 9월 출간, 한국소설문학대계 71 ISBN 9788900035933)
- 《부초》(민음사 펴냄, 323쪽, 2005년 10월 출간, 민음사 오늘의 작가 총서 ISBN 9788937420085)

## 미디어 각색
- 《부초》 : 1982년 KBS TV 문학관으로 방영되었다.
- 《부초》 : 유길촌이 연출을 맡아 1987년 MBC 미니시리즈로 방영되었다.

## 참고 자료
- 한국민족문화대백과